# مارك بريسلن
مارك بريسلن هو رائد أعمال وممثل كندي، ولد في 1952 في تورونتو في كندا.

## وصلات خارجية
- مارك بريسلن على موقع IMDb (الإنجليزية)
- مارك بريسلن على موقع قاعدة بيانات الفيلم (الإنجليزية)